# Coop (Швейцарія)
Coop (МФА: [ˈkoːp] ( прослухати)) — одна з найбільших мереж роздрібної та гуртової торгівлі у Швейцарії та Ліхтенштейні. Coop є кооперативним підприємством із 2,5 мільйонами членів. Основним конкурентом є швейцарська мережа Migros.
Мережа Coop у Швейцарії та Ліхтенштейні складається з супермаркетів, універмагів (Coop City), ресторанів, будівельних магазинів (Coop Bau+Hobby), аптек (Coop Vitality), а також містить у собі дочірнє підприємство Coop Mineraloel, яке включає автозаправні станції та невеликі крамниці (Coop Pronto). Інтернет-магазин coop@home пропонує доставку товарів з асортименту Coop додому.
До мережі Coop також належать мережа магазинів побутової електроніки Interdiscount та Dipl. Ing. Fust, а також інтернет-магазин microspot.ch; мережа меблевих магазинів Toptip, мережа освітлювальних магазинів Lumimart, мережа Import Parfumerie, мережа ювелірних магазинів Christ Uhren und Schmuck та мережа магазинів косметики The Body Shop Switzerland, товариство Transgourmet Holding, інтернет-магазин Nettoshop AG, мережа придорожніх ресторанів Marché та мережа фітнес-центрів Update Fitness. Щотижня Coop публікує газету Coopzeitung (німецькою), Coopération (французькою) and Cooperazione (італійською). Загальний виторг мережі Coop у 2016 році склав 28,3 млрд швейцарських франків.
У червні 2011 року незалежне німецьке рейтингове агентство oekom research AG нагородило Coop титулом «Найстабільніший роздрібний продавець світу».

## Послуги
Coop прагне зробити найбільш детальну пропозицію, саме тому мережа має широкий асортимент власних товарів. Coop успішно задовольняє потреби покупців у екологічних, висококулінарних та вузьконаправлених продуктах. Інші послуги — рахунки для мобільних телефонів (CoopMobile), туристичні путівки (ITS Coop Travel, Joint Venture разом з Rewe Touristik), паливо (Coop Mineraloel).
Coop пропонує своїм клієнтам картку лояльності Supercard. За кожну покупку на карту нараховуються бонуси Superpunkte. Ці бонуси можна обміняти на подарунок. З літа 2006 року Coop пропонує покупцям Supercard Plus, яка поєднує звичайну кредитну картку та Supercard. Таким чином, при використанні цієї картки поза мережею Coop також нараховуються бонуси.

## Історія

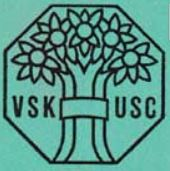
Логотип Союзу швейцарських споживчих кооперативів

У другій половині XIX сторіччя у багатьох швейцарських містах виникали споживчі кооперативи. У 1853 та 1869 роках були дві невдалі спроби об'єднання споживчих кооперативів Цюриха, Базеля, Гренхена, Біля та Ольтена. 11 січня 1890 року об'єднання відбулося, і був заснований Союз швейцарських споживчих кооперативів (VSK). Якщо на момент заснування об'єднання налічувало 5 членів, то наприкінці 1890 року Союз налічував уже 43 члени. Поряд зі збільшенням чисельності споживчих кооперативів у Швейцарії (407 у 1915 році) Союз почав розширювати власну діяльність та розбудовувати інфраструктуру. У 1902 році вперше вийшла газета «Genossenschaftliche Volksblatt» — попередниця нинішньої «Coopzeitung».
Розширення Союзу припало на першу чверть XX сторіччя, проте значно послабилося через несприятливу державну економічну політику після Першої світової війни. Протягом Другої світової війни Союз усіма потужностями працював на державне економічне забезпечення. Після війни виріс рівень життя швейцарців та ВВП Швейцарії, тому попит в галузі роздрібної торгілі збільшився.
Переломним моментом для спілки став 1969 рік, коли внаслідок нової політики підприємства Союз швейцарських споживчих кооперативів був реорганізований у Coop Schweiz. Одним з найважливіших наслідків нової політики стало злиття 407 сільських та міських кооперативів у 30-40 напіврегіональних спілок. Пізніше сталося ще одне злиття, і у середині 1990-их років кооперативів у складі Coop налічувалося всього 14. Через будівництво великих супермаркетів зменшилася кількість торгових точок, оскільки площа збуту збільшувалася. Крім того, у 1970-их і 1980-их розпочалося відкриття власних універмагів та будівельних магазинів, що посилило позиції Coop на ринку Non-Food.
У рамках проєкту CoopForte 1 січня 2001 року всі 14 регіональних спілок злилися в єдине підприємство. Також цього дня був введений новий логотип Coop — чотири помаранчеві літери.
У 2002 році Coop викупив мережу універмагів EPA, які незабаром стали універмагами Coop City. У 2003 році до Coop було приєднане підприємство Waro AG. Філіали цієї компанії стали різними магазинами мережі Coop різних категорій збуту. У серпні 2007 року за 470 мільйонів франків Coop викупив другу за величиною мережу супермаркетів Швейцарії — Carrefour Schweiz.
У листопаді 2007 року за рішенням Комісії з питань конкуренції Coop приєднав мережу побутової техніки Dipl. Ing. Fust AG, що раніше належала до Jelmoli Holding. Підприємство стало дочірнім у складі Coop.
Bank Coop був заснований Союзом швейцарських споживчих кооперативів разом з Федерацією швейцарських проспілок 30 жовтня 1927 року під назвою Genossenschaftliche Zentralbank. У 1970 році було вирішено перетворити банк на акціонерне товариство. У 1995 році банк був перейменований на Coop Bank. 20 грудня 1999 року Basler Kantonalbank викупив більшу частину акцій. У 2001 році назва банку біла змінена на Bank Coop. У березні 2017 року Basler Kantonalbank викупив частину акцій Bank Coop, що до цього належала мережі Coop. 20 травня 2017 року Bank Coop був перейменований на Bank Cler.
З 2010 року Coop оперує транспортним підприємством Railcare, що складається з п'ятьох орендованих локомотивів, а також з парку вантажівок і змінних кузовів. Окрім власних перевезень, Railcare також виконує замовлення інших клієнтів.
1 січня 2011 року мережа Coop поглинула підприємство Transgourmet Holding, тим самим показавши зацікавленість Coop в області внутрішньої та зовнішньої гуртової торгівлі та торгівлі гастрономією. У березні 2014 року Coop викупила інтернет-магазин побутової техніки Nettoshop AG, що є лідером онлайн-торгівлі у Швейцарії, а також мережу придорожніх ресторанів Marché. У квітні 2016 року Coop викупила мережу фітнес-центрів Update Fitness, а на початку 2017 року мережу крамниць Aperto-Shops.
У 2017 році Coop першим з європейських супермаркетів розпочав продаж їжі, виготовленої з червів.

## Структура
Coop розділений на чотири регіони збуту, які мають власну логістику та структуру власності: Романдія, Берн, Північний Захід-Центр-Цюрих та Схід-Тічино. У цих чотирьох регіонах, а також додатково у кантоні Тічино створені регіональні ради, що обираються двічі на рік зборами делегатів із центрального офісу Coop.

## Критика

### Критика щодо ставлення до навколишнього середовища
У 2007 році швейцарський журнал Beobachter піддав критиці рекламну кампанію Coop, у якій зазначалося гарне ставлення до навколишнього середовища; водночас Coop продавав дешеві авіаквитки.

### Проблеми з продажем м'яса
У 2011 році колишні співробітники магазинів Coop висунули звинувачення до мережі. Їм доводилося регулярно розпаковувати м'ясо зі стійки самообслуговування і продавати його на стійці свіжого м'яса, навіть через декілька днів після дати споживання. Також працівники розповіли, що їм доводилося змішувати м'ясо різного походження і видавати їх за швейцарський продукт.
У 2013 році по ходу м'ясного скандалу у Європі виявилося, що у готових стравах Coop замість яловичого м'яса містилася конина.

## Галерея

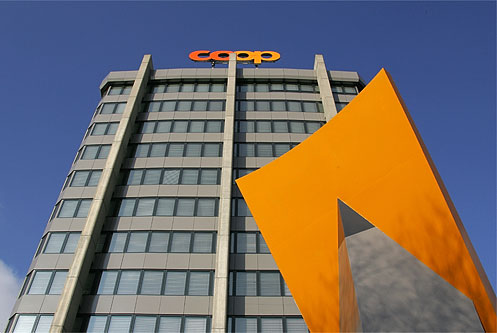
Штаб-квартира Coop у Базелі
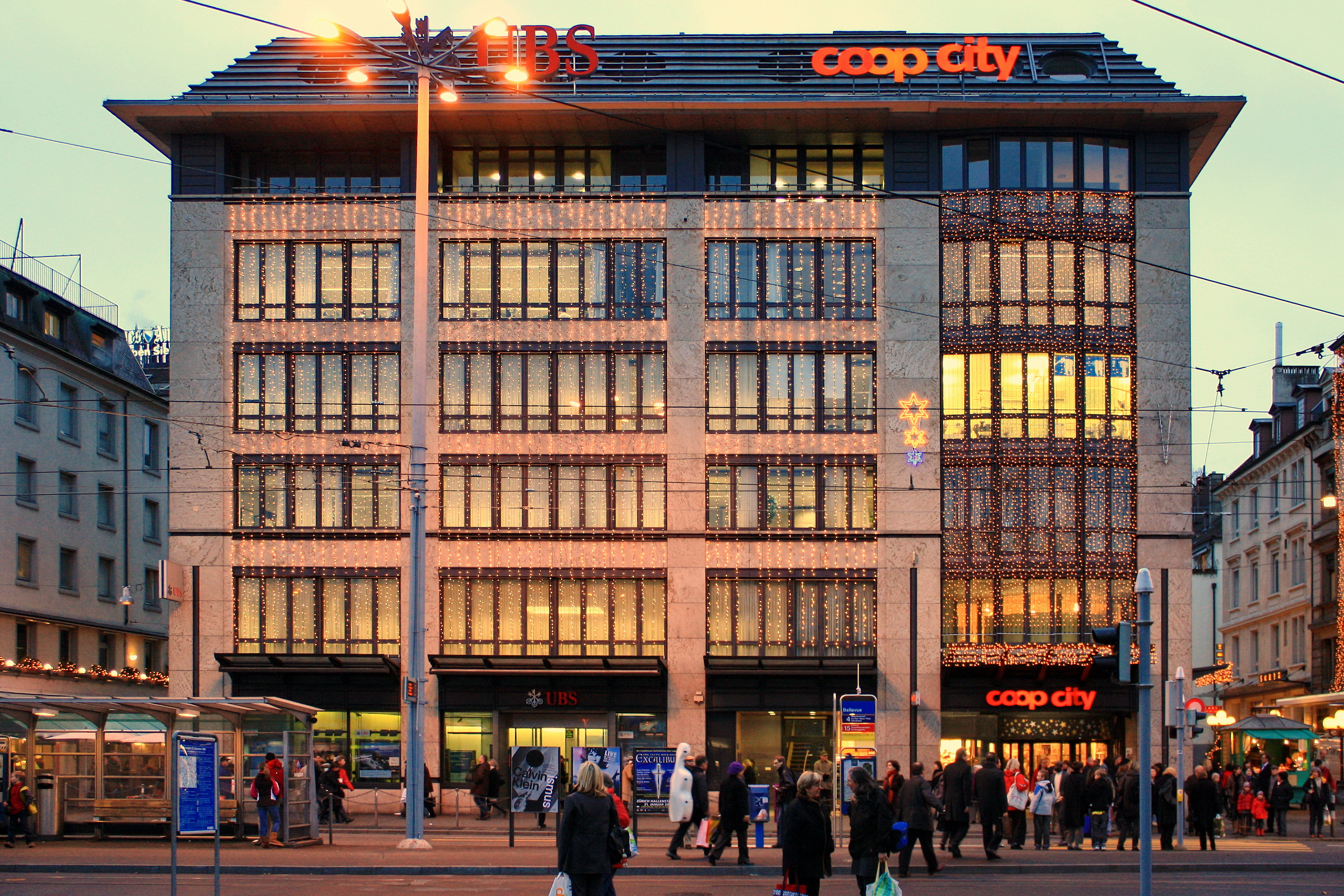
Універмаг Coop City на площі Бельвю у Цюриху
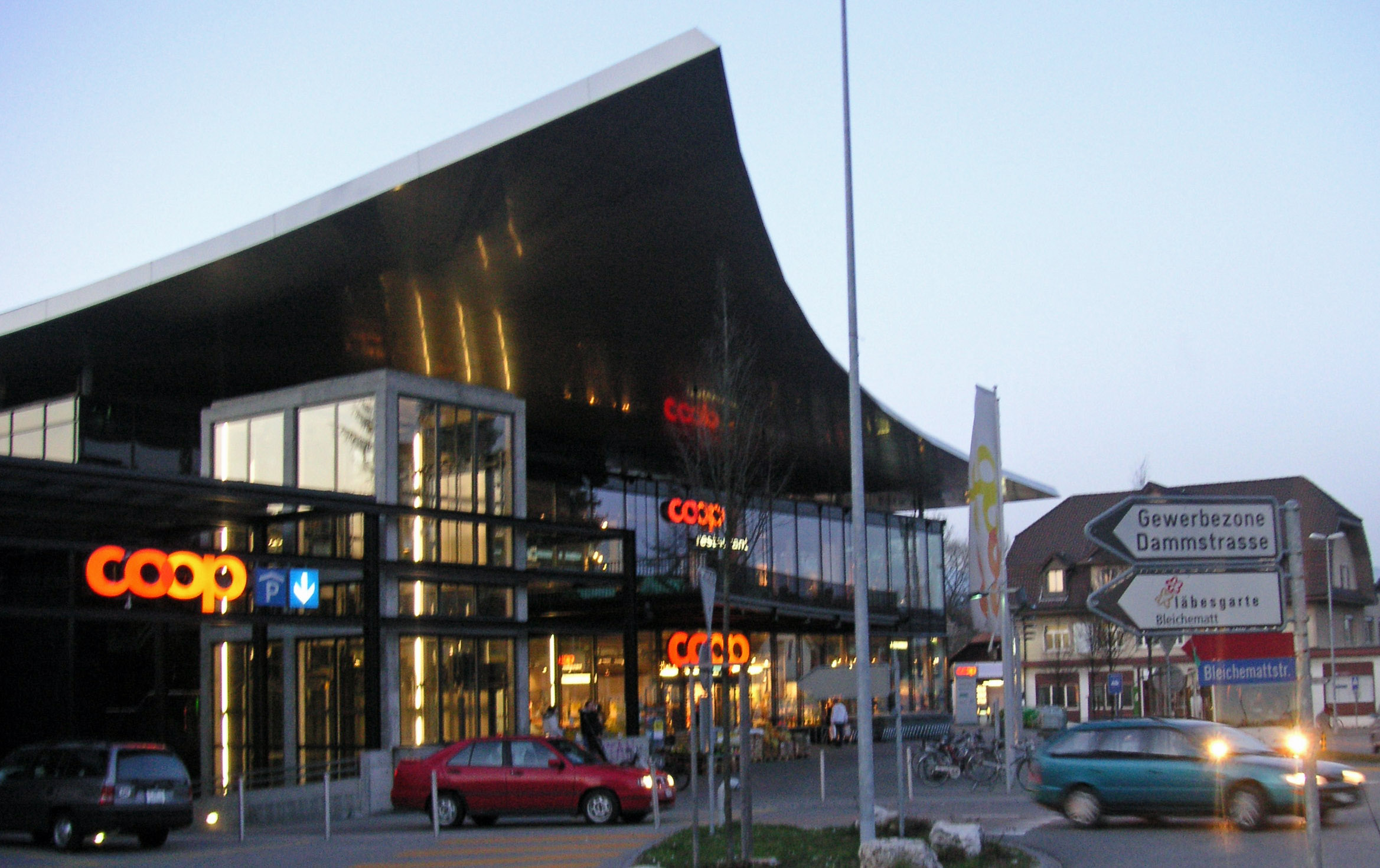
Магазин Coop у Біберісті
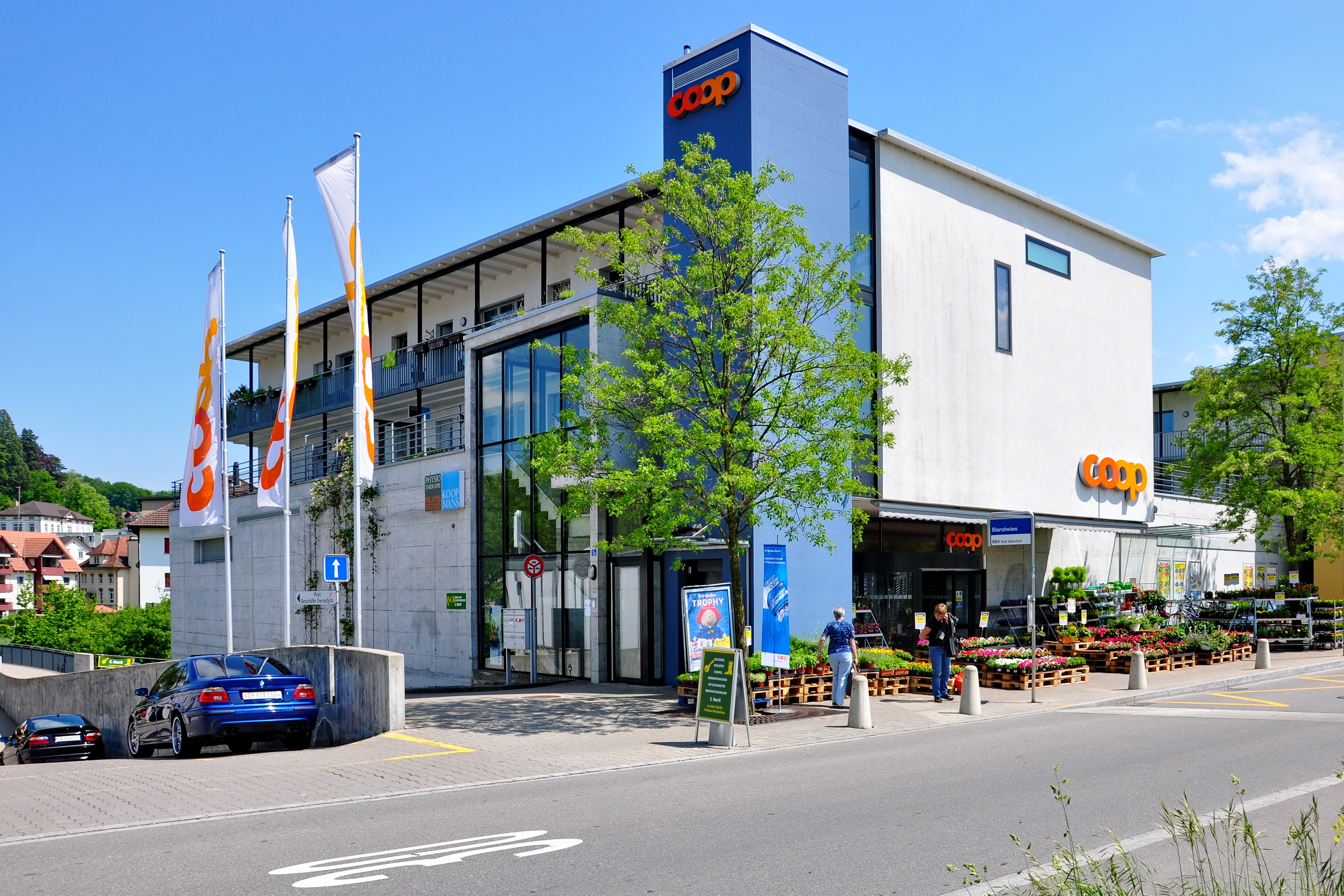
Магазин Coop у Рюті
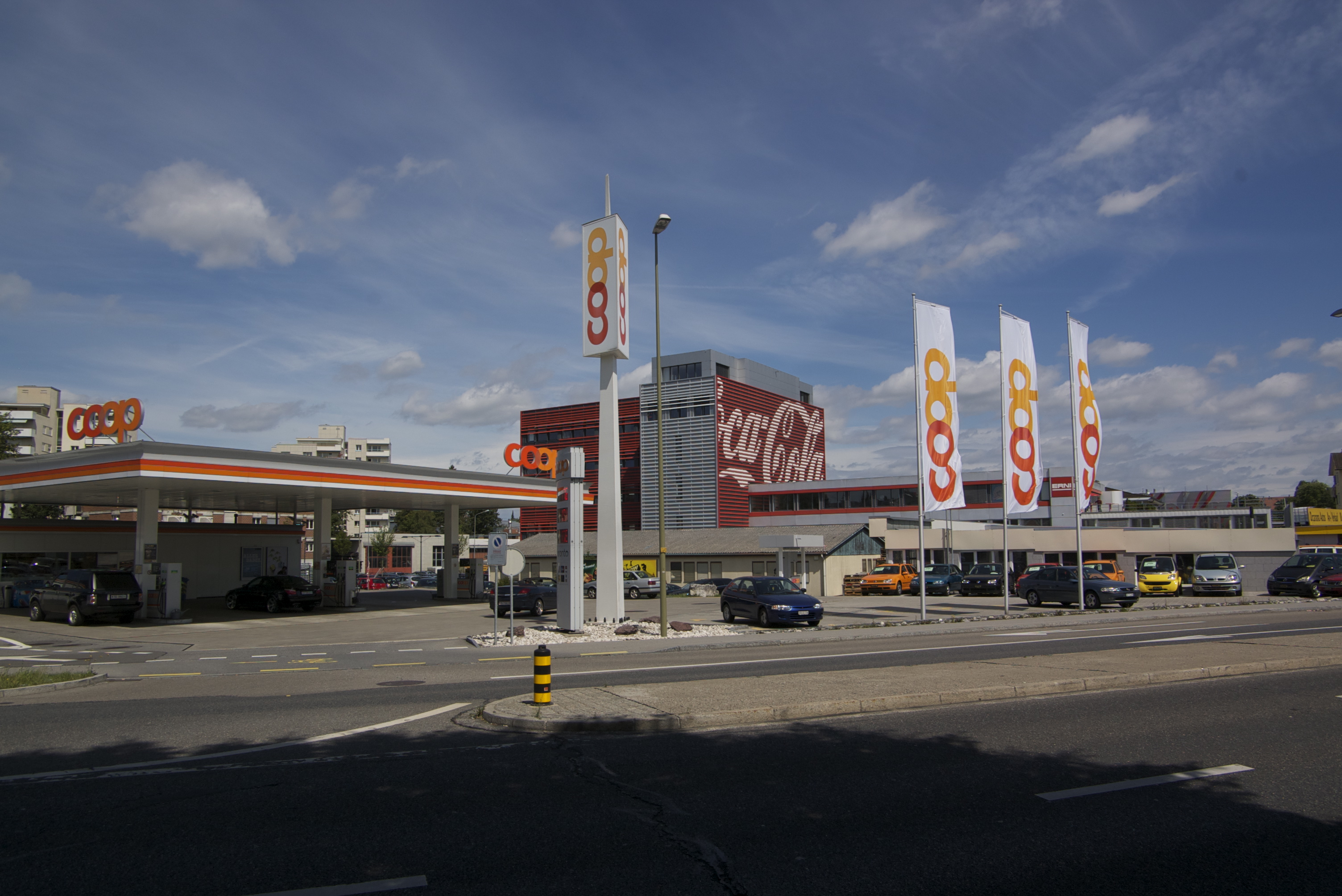
АЗС Coop Pronto у Ванген-Брюттізеллені